# فرانشيسكو سولديرا
فرانشيسكو سولديرا (Francesco Soldera)، (مواليد في 28 ديسمبر 1892 بمدينة فيرونا، وتوفي سنة 20 فبراير 1957 في ميلانو)،لاعب كرة قدم (مدافع) إيطالي سابق. لعب لنادي إيه سي ميلان 10 مواسم في الفترة ما بين 1914 و1924، قبل أن يلعب مع للإنترالموسم الأخير له ثم اعتزل. و كان قائدا للميلان في الفترة ما بين 1922 و1924.